# Eriopis magellanica
Eriopis magellanica es una especie de insecto coleóptero cucujoideo de la familia Coccinellidae, nativa de Argentina y Chile, de origen altoandino.

## Etimología
El epíteto específico magellanica hace referencia a la región de Magallanes, zona geográfica donde fue hallado el ejemplar a partir del cual fue descripto por primera vez.

## Nombre común
Vaquita de Magallanes.

## Características
Tienen forma oblonga y alargada de 3,6 a 4,9 mm de largo total. Son de aspecto muy variable, caracterizándose por su tendencia al melanismo.  Cuerpo y patas de color negro; pronoto y élitros color marrón oscuro casi negro. El diseño del pronoto es estable, presenta un borde lateral amarillo, interrumpido en el centro y con dos manchas pequeñas en la base y en el extremo distal. Los élitros tienen un borde lateral amarillo con tres expansiones hacia la zona central (antes de la mitad, a los 4/5 y cerca del ápice) y dos manchas adicionales en el disco que conforman los élitros (en la base y a los 2/5 del largo); también pueden presentar una tercera mancha en el disco típica de otras especies del género Eriopis.
Por lo general las manchas presentes en el pronoto y en los élitros están muy reducidas y bien separadas, incluyendo ejemplares casi totalmente negros, aunque, dada la variabilidad de la especie, también se han observado algunos ejemplares con las manchas bien desarrolladas e incluso unidas entre sí. Las manchas anaranjadas de los élitros pueden estar teñidas por franjas blancas y las manchas del pronoto, blancas o amarillas pueden presentar zonas de color anaranjado. Las manchas también pueden variar del color marfil al rojo, aún en el mismo individuo. Los especímenes resguardados en museos pueden presentar una variación respecto de los colores de los ejemplares vivos.
En la provincia de Chubut, Argentina, existen poblaciones de individuos difíciles de establecer como pertenecientes a la especie Eriopis magellanica o a la especie Eriopis connexa. Esto se debe a que existe un cierto grado de superposición entre los parámetros de la morfología externa y del aparato genital de ambas, los cuales son utilizados como  caracteres diagnósticos (aquellas características que son propias de un taxón y sirven para definir cual es la especie que se está estudiando).
Debido a la alta variabilidad que presentan los individuos, no se descarta que algunas poblaciones en realidad correspondan a más de una especie.

## Distribución
La especie ha sido citada para la zona sur de la Patagonia tanto del lado argentino como chileno.
En Argentina: provincias de Chubut, Santa Cruz, Tierra del Fuego.
En Chile: provincias de Coyhaique, General Carrera, Magallanes, Tierra del Fuego, Última Esperanza.

## Ecología
Eriopis magellanica puede ser encontrada en zonas caracterizadas biogeográficamente como de estepa patagónica, comúnmente bajo el follaje de las plantas (e.g Senecio patagonicus Hook et Arn), incluso en jardines y parques de las ciudades. Las especies del género Eriopis se alimentan principalmente de áfidos (pulgones).